# Classun
Classun – miejscowość i gmina we Francji, w regionie Nowa Akwitania, w departamencie Landy.
Według danych na rok 1990 gminę zamieszkiwało 156 osób, a gęstość zaludnienia wynosiła 18 osób/km² (wśród 2290 gmin Akwitanii Classun plasuje się na 1020. miejscu pod względem liczby ludności, natomiast pod względem powierzchni na miejscu 1158.).